# Stadion Na Stínadlech
AGC Aréna Na Stínadlech (dříve jen Na Stínadlech) je fotbalový stadion, na kterém hraje domácí klub FK Teplice, a také zde hraje některé kvalifikační zápasy česká fotbalová reprezentace, které zde má pozoruhodnou bilanci, jelikož zde nikdy neprohrála a pouze jedenkrát remizovala. S kapacitou 17 078 diváků je to třetí největší fotbalový stadion v Česku.

## Historie
Koncem 60. let 20. století se v Teplicích začalo mluvit o potřebě nového fotbalového stadiónu. Původní v Nákladní ulici (přezdívaný U Drožďárny) byl zastaralý, s dřevěnou tribunou. V roce 1968 byly v části města zvané Na Stínadlech zahájeny práce na výstavbě nového fotbalového stadiónu, jaký v Československu dosud neměl obdoby, jelikož byl jako první v zemi stavěn pouze s místy k sezení. Původní rozpočet 30 milionů Kčs se vyšplhal na 40 milionů Kčs. Stranické orgány vytyčily stavbařům teplické Konstruktivy cíl dokončit stadion k 9. květnu, který v zemi vládnoucí komunisté slavili spolu se Sovětským svazem jako Den osvobození Československa od fašismu Rudou armádou. Závěr stavby se proto uspěchal, ale i přes tuto překážku se stal jedním z nejmodernějších fotbalových stadiónů ve světě a byl právem chloubou československého fotbalu. Oproti dnešnímu stavu byla zastřešena pouze hlavní (západní) tribuna a k sezení sloužily lavice.
Nový stadion byl slavnostně uveden do užívání 9. května 1973 pod názvem "Stadión 9. května", a to u příležitosti přátelského utkání s bulharskou Slavií Sofia (1:0). Toto utkání vidělo 13 000 diváků, mezi nimiž byl i tehdejší prezident FIFA, sir Stanley Rous. Perličkou však bylo, že ještě chyběl jeden stožár umělého osvětlení. Také proto se tu první zápas pod umělým osvětleném udál až 15. října 1973 během přátelského zápasu Teplic s Ústím (1:1). První ligový zápas pod reflektory se tu odehrál 21. října 1973 proti Dukle (1:2).
Poprvé bylo hlediště vyprodáno 13. května 1974 proti Spartě (2:2) díky 15 632 divákům. Opačným rekordem byla návštěva pouhých 188 platících diváků, kteří přišli v posledním kole 2. ligy 1985/86 na zápas proti Hradci Králové (1:4). Důvody ubohé návštěvy byly jasné: zklamání z výkonů mužstva, vedro a televizní přenosy z mistrovství světa v Mexiku.
V roce 1991 se zápasy Teplic hrávaly v neděli dopoledne současně s tehdy velmi navštěvovanou burzou v okolí stadionu, z něhož se potichu vytratil název „Stadión 9. května“. Významnou událostí bylo v srpnu 1995 nalezení strategického partnera, novým vlastníkem klubu se stal sklářský koncern Glavunion. Okamžitě byly zahájeny práce na rekonstrukci stadionu, neboť byl za dlouhá léta zchátralý, téměř do všech jeho prostor zatékalo. Černý scénář předpovídal i jeho uzavření, ale k tomu nakonec nedošlo.
V říjnu 1996 byla u příležitosti zápasu s Karvinou (0:2) spuštěna na severní nekryté tribuně nová výsledková tabule. V roce 1998 na stadionu pokračovaly stavební úpravy, byla prováděna výměna stávajících dřevěných lavic za jednotlivé sedačky. Během sezóny 2000/2001 byla zastřešena protější (východní) tribuna a jižní tribuna za brankou.
Bezprostředně po skončení předposledního domácího ligového utkání proti Liberci v sezóně 2001/2002 byla poprvé od otevření stadionu v roce 1973 zahájena kompletní rekonstrukce trávníku. V létě roku 2002 byl instalován nový zavlažovací systém a také vyhřívání trávníku. Poslední domácí ligový zápas odehrály Teplice proti Příbrami v azylu v Mostě. V roce 2005 byla výsledková tabule nahrazena obrazovkou. Ta byla o 10 let později v roce 2015 vyměněna za novou. Od domácího zápasu s Viktorií Plzeň hraného dne 24. září 2016 nese stadion nově název "AGC Aréna Na Stínadlech" podle vlastníka klubu společnosti AGC. V roce 2017 byl na jižní straně stadiónu otevřen nový fanshop. V létě roku 2020 proběhla další rekonstrukce trávníku.

### Osud předchozího stadionu
Starý stadion U Drožďárny se slavnou tradicí i předválečného prvoligového fotbalu Teplitzer FK byl zanedlouho po otevření nového areálu zlikvidován. V současné době na jeho místě leží parkoviště hypermarketu Albert v Nákladní ulici, jeho jedinou připomínkou je název přilehlé ulice "U Hřiště". Z některých fotografií východní strany tehdejšího stadionu je zřejmý dodnes stojící pětipatrový dům bývalé továrny na výrobu droždí v ulici Spojenecká (oficiálně evidovaný k adrese Mánesovo náměstí 616/8).

### Azyl pro jiné týmy
Dne 1. října 1998 zde odehrál tým FK Jablonec 97 svůj odvetný domácí zápas 1. kola PVP proti Apollonu Limassol (2:1, 3:4 pen.), neboť jeho stadion Střelnice neodpovídal požadavkům UEFA.
V sezóně 2010/11 zde odehrál tým MFK Ústí nad Labem své domácí ligové zápasy, neboť na jeho stadionu oficiálně probíhala rekonstrukce.

## Vybavení
Kapacita stadiónu je 17 078 sedících diváků, čímž se řadí mezi největší fotbalové stánky v České republice. Větší jsou pouze pražské stadióny Eden a Letná. Stadion všechna používaná místa krytá, nekrytá je pouze malá severní tribuna, která se ale momentálně nevyužívá, proto je kapacita nižší než dříve uváděných 18 221 diváků. Na stadionu od jeho otevření probíhaly četné rekonstrukce. Úpravy, zahrnující bezbariérový přístup, osvětlení 1600 luxů, 78 míst pro píšící novináře, možnost televizních přenosů, dostatečný počet toalet i pokladen splňují od roku 1996 všechna kritéria UEFA pro pořádání mezistátních reprezentačních i pohárových zápasů. V areálu je hřiště s umělou trávou s rozměry 105 x 68m, tréninkové hřiště s přírodní trávou přezdívané "Mexiko" a další tréninkové plochy s travnatým povrchem. Na stadionu funguje velký fanshop, který je spojený s prodejnou fotbalového a hokejového vybavení. Uvnitř i v sousedství areálu v Alejní ulici jsou parkoviště pro návštěvníky i zastávka trolejbusů a autobusů MHD.

## Mezistátní reprezentační zápasy
Kompletní seznam utkání české a československé reprezentace odehraných v Teplicích je k nalezení na stránkách klubu.

## Koncerty

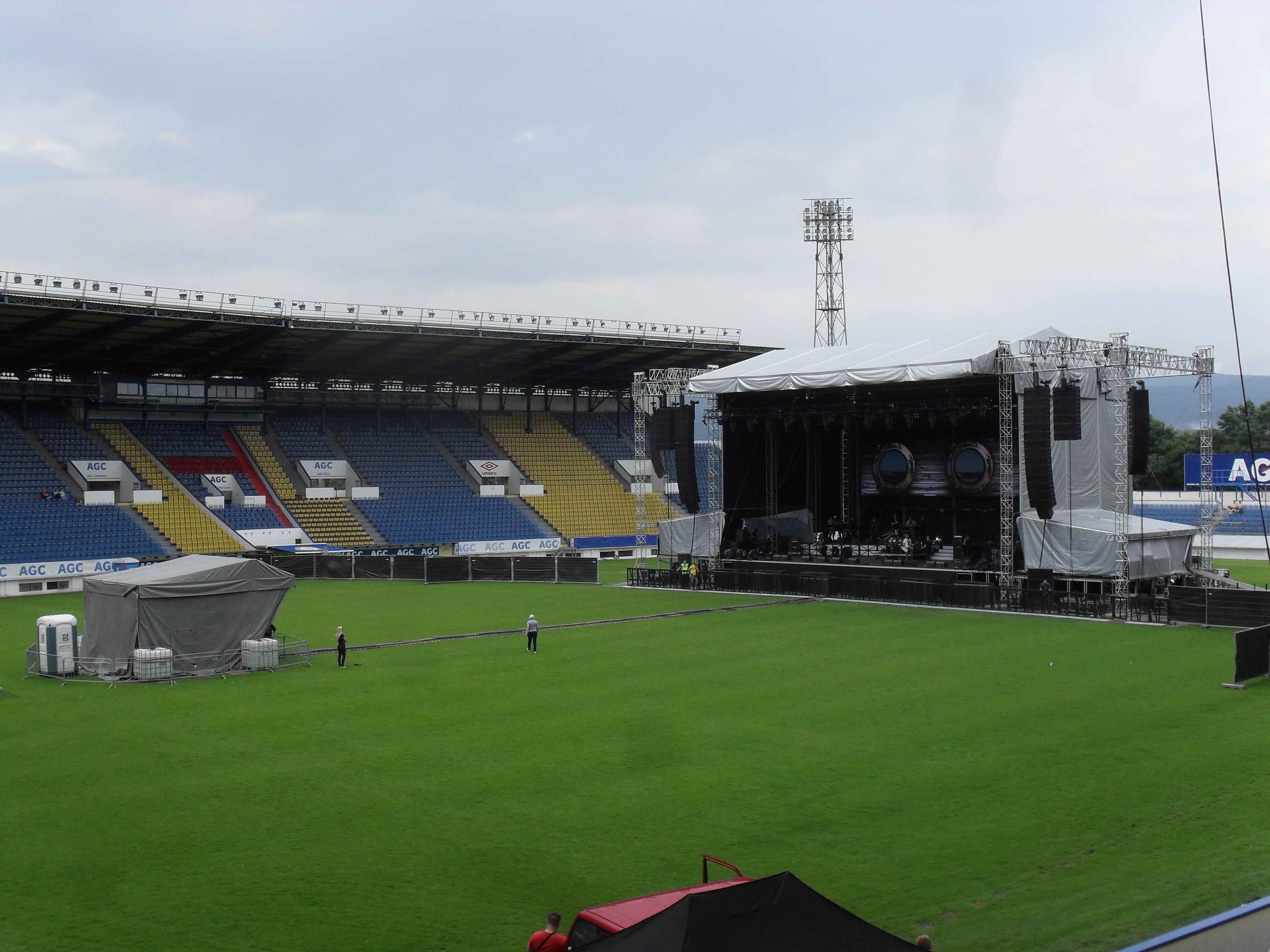
Pódium na hrací ploše pro koncert v roce 2013

Na Stínadlech se také odehrály tyto hudební koncerty:
- 8. 6. 2013 - skupina Kabát v rámci Turné 2013: Banditi di Praga po 30 letech (> 20 000 diváků[18])
- 19. 6. 2015 - skupina Kabát v rámci Open Air Turné 2015
- 15. 6. 2019 - skupina Kabát v rámci Po čertech velký turné

## Film
V roce 2004 se zde natáčel americký film Růžový panter. Koncem července byl stadion po dobu tří dní místem natáčení, ve kterém účinkovali např. Jason Statham či Beyoncé Knowles. Na stadionu se také odehrával sedmnáctý díl čtvrté série seriálu Specialisté.

## Fotogalerie

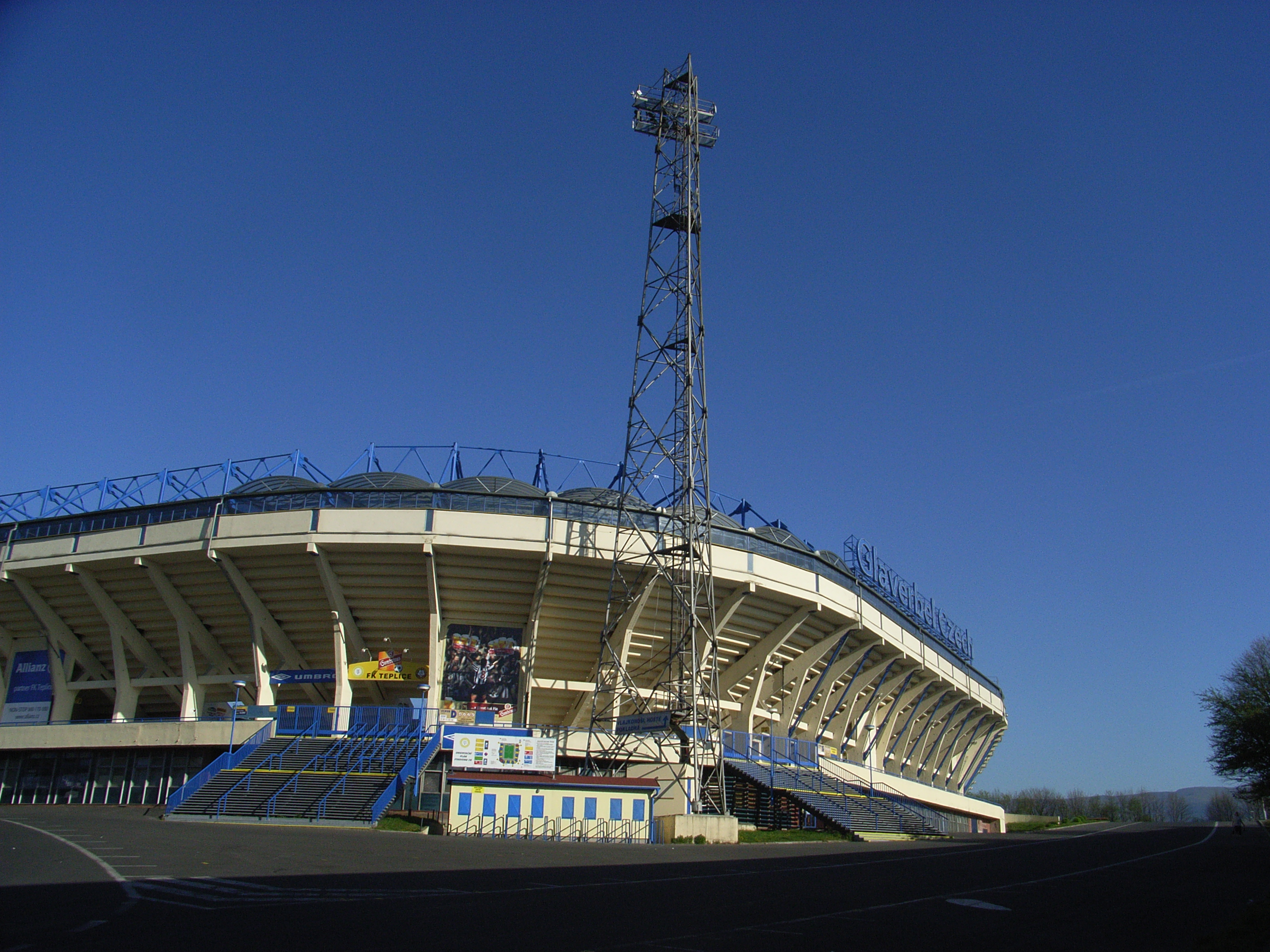
Exteriér stadiónu
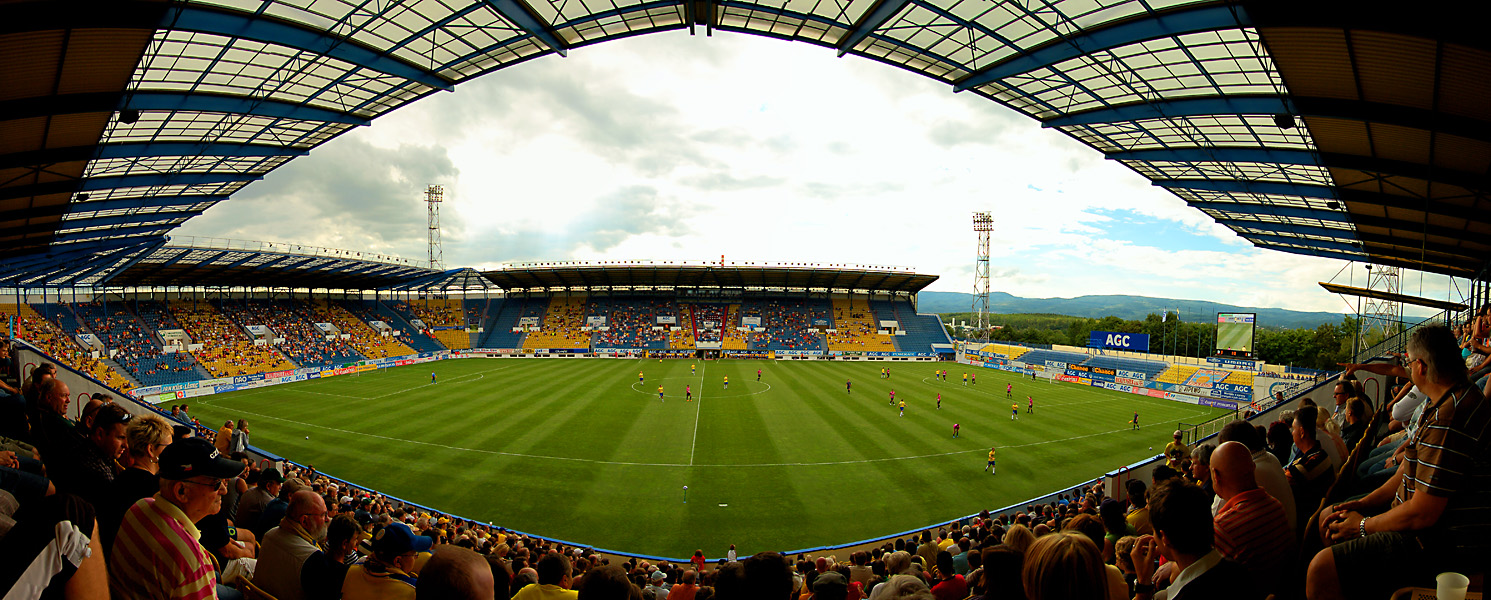
Uvnitř stadionu při zápase
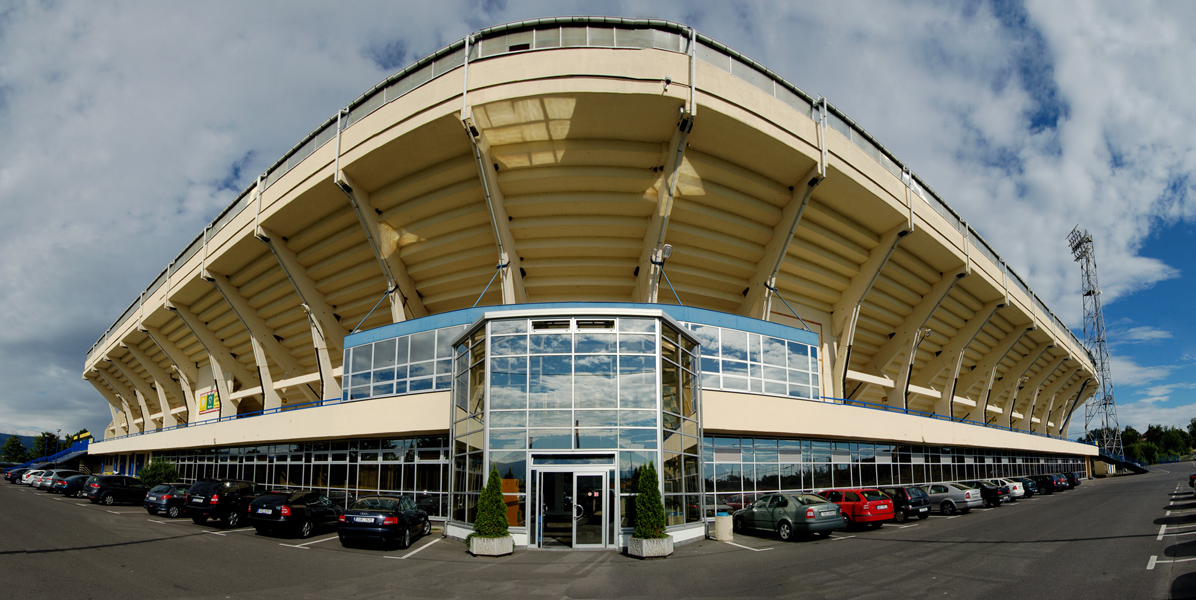
Panorama stadionu z vnějšku od hlavního vchodu
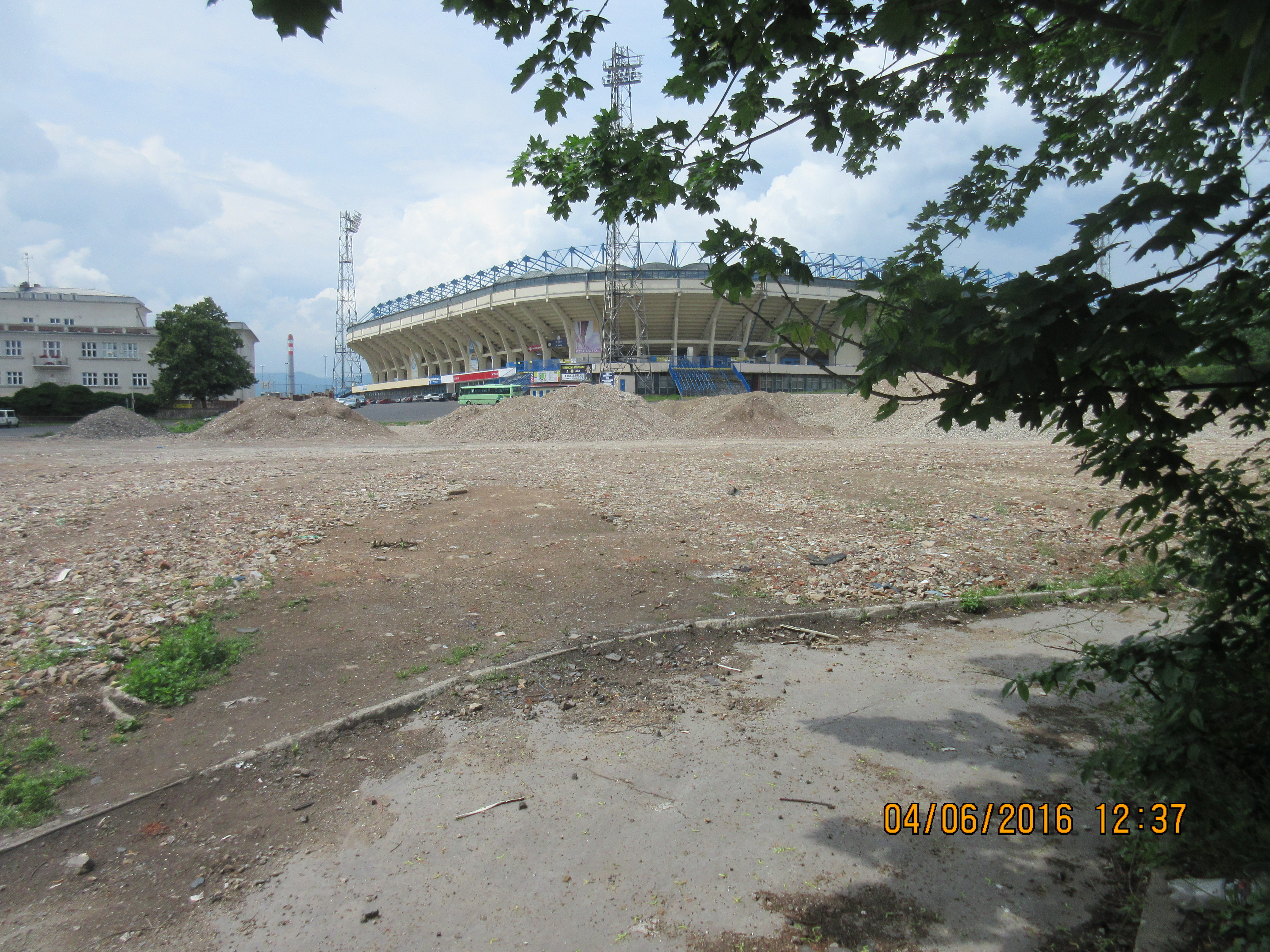
Sutiny zimního stadionu před branami letního
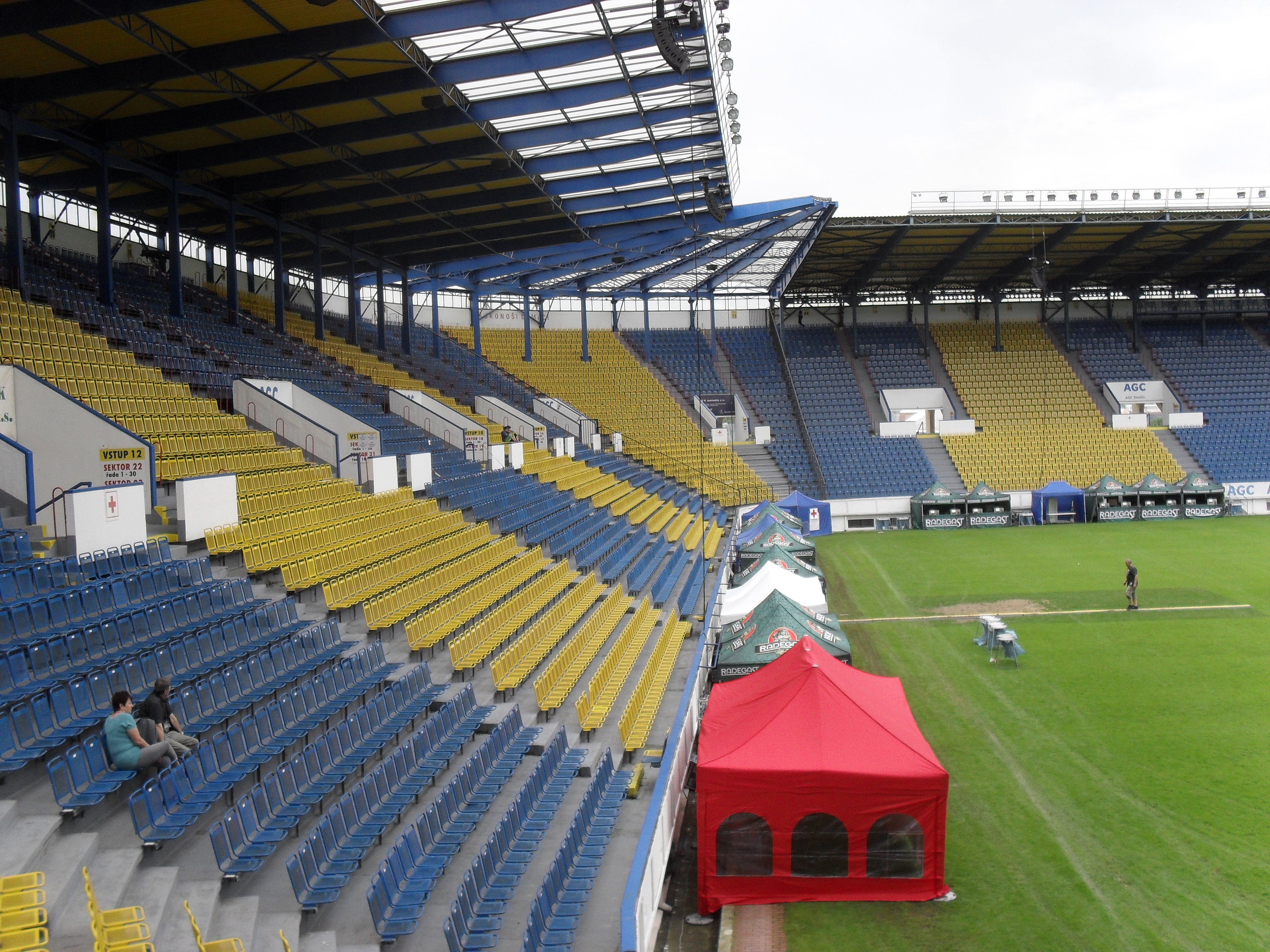
Interiér stadionu